# Stefan Abadzhiev
Stefan Abadzhiev (en búlgaro: Стефан Атанасов Абаджиев; Sofia, 3 de julio de 1934-13 de marzo de 2024) fue un futbolista y entrenador de fútbol búlgaro que jugó en la posición de delantero.

## Carrera

### Club
| Periodo   | Club             |
| --------- | ---------------- |
| 1953-1968 | PFC Levski Sofia |
| 1968-1970 | SV Wiesbaden     |

### Selección nacional
Jugó para Bulgaria en 27 ocasiones de 1958 a 1966 y anotó un gol, participó en la Copa Mundial de Fútbol de 1966 y en los Juegos Olímpicos de Roma 1960.

### Entrenador
| Periodo   | Club                 |
| --------- | -------------------- |
| 1975–1976 | Borussia Neunkirchen |
| 1982      | FC 08 Homburg        |

## Logros
- A PFG (3): 1953, 1964–65, 1967–68
- Bulgarian Cup (4): 1956, 1957, 1958–59, 1966–67